# حارة الأصبحي الشرقي (صنعاء)
حارة الاصبحي الشرقي هي إحدى حارات حي شرق حدين بمديرية السبعين إحد مديريات العاصمة اليمنية صنعاء، بلغ تعداد سكانها 3855 نسمة حسب تعداد اليمن لعام 2004.

## [1]مراجع وروابط خارجية
1. ↑  "إجابة". إجابة.

- World Gazetteer:Yemen
- الجهاز المركزي للإحصاء بالجمهورية اليمنية
- المركز الوطني للمعلومات باليمن نسخة محفوظة 10 أبريل 2015 على موقع واي باك مشين.